# Ama de leite

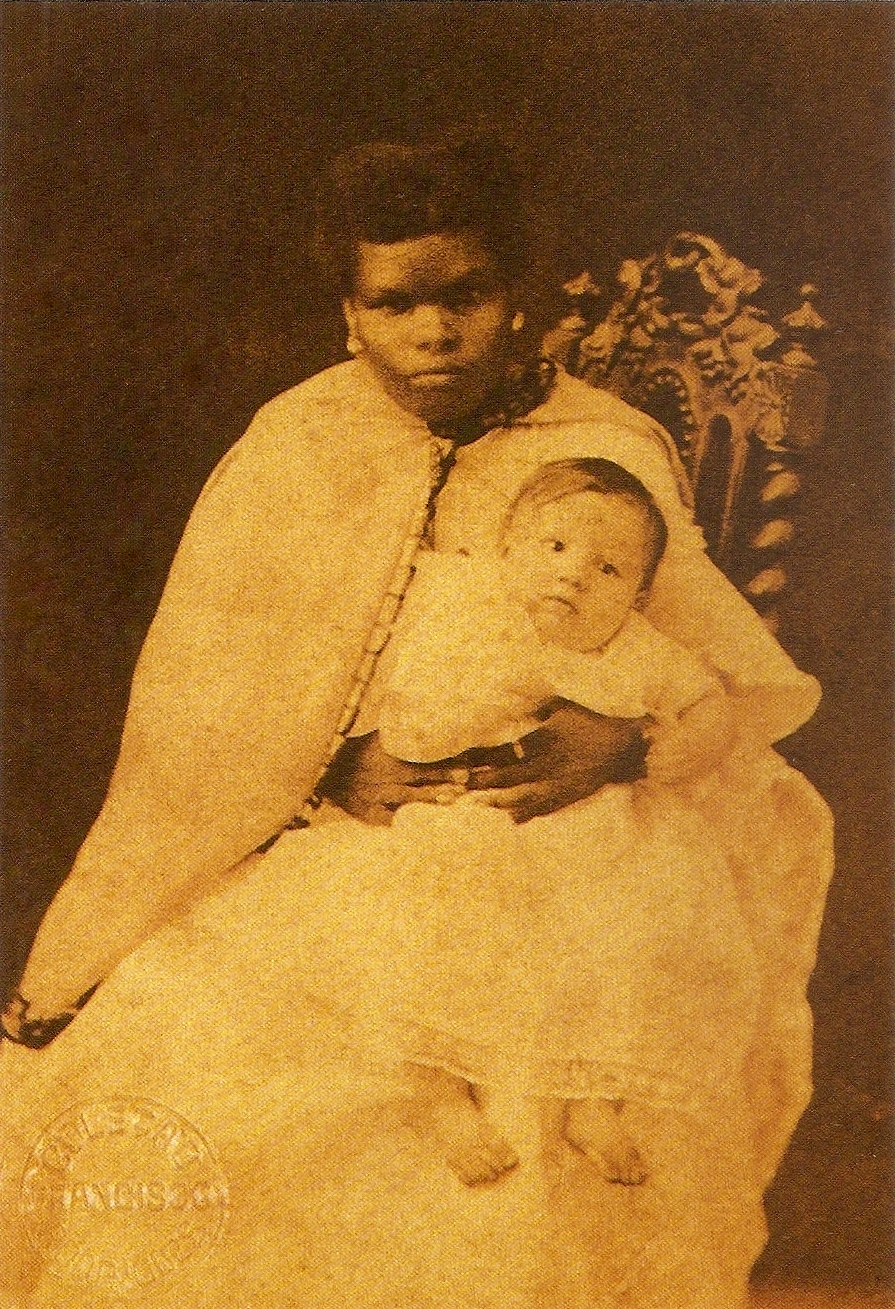
Ama de leite com Fernando Simões Barbosa - Pernambuco, 1860.

Ama de leite é a mulher que amamenta uma criança alheia quando a mãe natural está impossibilitada de fazê-lo. Geralmente esse encargo era dado às escravas que já tinham filhos.
Gilberto Freyre, em Casa-Grande & Senzala, analisa como o imaginário social da época associava a relação entre a criança branca e a ama de leite negra a possíveis inclinações sexuais posteriores dos jovens brancos por mulheres negras:
"Já houve quem insinuasse a possibilidade de se desenvolver, das relações íntimas da criança branca com a ama de leite negra, muito do pendor sexual que se nota pelas mulheres de cor, por parte do filho-família, nos países escravocratas. A importância psíquica do ato de mamar, dos seus efeitos sobre a criança, é, na verdade, considerada enorme pelos psicólogos modernos; e talvez tenha alguma razão Calhoun para supor de grande significação esses efeitos no caso de brancos criados por amas negras".